# Noctuoidea
Noctuoidea é a maior superfamília de insetos da ordem Lepidoptera, que inclui mariposas (ou "bruxas) de pequeno a grande portes. Atualmente conta com mais de 70 mil espécies descritas, mas tem experimentado considerável instabilidade taxonômica por conta de mudanças na classificação resultantes de correlações com dados moleculares (DNA e genoma). Os frequentes rearranjos taxonômicos resultaram na subdivisão de famílias ou partes destas para fora da superfamília, a exemplo de Erebidae, Arctiinae ou Lymantriidae.
Trata-se de mariposas que variam em porte de cerca de 1 cm a mais de 25 cm, geralmente de coloração rajada ou manchada em tons cinzas ou marrons, mas podendo incluir arranjos de coloração bastante vistosos em alguns grupos. Morfologicamente, dividem-se em dois grandes grupos com distinta venação das asas, em que um grupo apresenta a asas anterior com 3 veias principais (composto pelas famílias Oenosandridae e Notodontidae) e o outro com quatro veias principais (diversas, como Arctiinae, Lymantriidae, Nolidae e Noctuidae).
Atualmente inclui 7 famílias de mariposas, a saber: Erebidae, Euteliidae, Noctuidae, Nolidae, Notodontidae, Oenosandridae e Scranciidae.
Inclui a maioria das espécies consideradas pragas importantes das grandes culturas agrícolas.